# حقوق ال‌جی‌بی‌تی در کره شمالی
افراد لزبین، همجنس‌گرا، دوجنس‌گرا و تراجنسیتی (LGBT) در کره شمالی با چالش‌های قانونی مواجه هستند که ساکنان غیر دگرباش با آن مواجه نیستند. تراجنسیتی و همجنس‌گرایی آشکارا در کره شمالی تحت عنوان قوانین دوژور غیرقانونی نیست، اما بابت وجود قانون «عفت و نجابت» غیرقانونی محسوب میگردد. بر اساس وب سایت Smartraveller دولت استرالیا، «روابط همجنس گرایان قانونی است، اما مقامات آن را قابل قبول نمی‌دانند.»

## قوانین جزایی
در حالی که مجازات این موارد نادر است اما در تایمز کره گزارش شده که کره شمالی یک زوج لزبین را به دلیل «تحت تأثیر نظام سرمایه‌داری قرار گرفتن و ایجاد فساد در اخلاق عمومی» اعدام کرده‌است.
ماده ۱۹۳؛ ایجاد، توزیع یا رفتار فرهنگ منحط را غیرقانونی می‌داند، در حالی که ماده ۱۹۴؛ آثار جنسی بی‌پرده و همچنین انجام رفتار «منحط» را غیرقانونی می‌کند.

## قانون اساسی
قانون اساسی کره شمالی که آخرین بار در سال‌های ۲۰۱۲، ۲۰۱۳، ۲۰۱۶ و ۲۰۱۹ بازنگری شده‌است، به صراحت به تبعیض بر اساس گرایش جنسی یا هویت جنسی توجه نمی‌کند. قانون اساسی به‌طور گسترده بسیاری از حقوق مدنی، فرهنگی، اقتصادی و سیاسی را برای شهروندان خود تضمین می‌کند، از جمله «برخورداری از حقوق مساوی در تمام حوزه‌های دولتی و فعالیت‌های عمومی».

## کنترل و سانسور رسانه‌ها
سرویس کره ای صدای آمریکا اعلام کرده‌است که هرگونه بحث عمومی در مورد همجنس‌گرایی اگر غیرقانونی نباشد، بسیار تابو است.

## خدمت سربازی
قوانین نظامی تجرد را در طول ۱۰ سال اول خدمت برای همه سربازان الزامی می‌کند. بنا به گزارش، سربازان مرد طی روابط دگرجنسگرایانه و همجنسگرایانه‌ای که دارند به‌طور مداوم این قانون را زیر پا می‌گذارند. این روابط همجنس‌خواهانه به عنوان یک رفتار جنسی موقعیتی توصیف شده‌است تا یک گرایش جنسی.

## سیاست و تبلیغات
کره شمالی با هر دوی "بیانیه‌های مشترک در مورد پایان دادن به اعمال خشونت‌آمیز و نقض حقوق‌بشر مرتبط بر اساس گرایش جنسی و هویت جنسی" سازمان ملل که خشونت و تبعیض علیه دگرباشان جنسی را محکوم می‌کند، مخالفت کرد. دلایل دقیق آن برای انجام این کار نامشخص است.
تبلیغات کره شمالی، مانند رسانه‌های تحت کنترل دولت، تقریباً همیشه همجنس‌گرایی را به عنوان ویژگی اخلاق غربی (و به ویژه آمریکایی) نشان می‌دهد. در داستان کوتاه «طوفان برفی در پیونگ یانگ» (평양에서 눈보라، منتشر شده در سال ۲۰۰۰)، خدمه اسیر شده یواس‌اس پوبلو از اسیر کنندگان‌شان در کره شمالی درخواست می‌کنند که به آنها اجازه دهند در رابطه جنسی هم جنسخواهانه داشته باشند.
کاپیتان؛ آقا، همجنسگرایی چیزیست که همواره خودم را به عنوان یک فرد با آن کامل می‌کنم. از آنجایی که این عمل نه به حکومت باوقار شما و نه به کشور باوقراتان آسیبی نمی‌رساند این منصفانه نیست که من و جاناتان از چنین عملی که به زندگی خصوصی خودمان مربوط است بازداشته شویم." [سرباز کره شمالی پاسخ می‌دهد:] اینجا قلمرو ملت ماست، جایی که مردم از زندگی برازنده انسانی لذت می‌برند. چنین رفتارهایی اینجا تحمل نمی‌شود.— توفان برفی در پیونگ یانگ- ۲۰۰۰
در سال ۲۰۱۴، پس از آنکه شورای حقوق بشر سازمان ملل متحد گزارشی دربارهٔ حقوق بشر در کره شمالی منتشر کرد که در آن توصیه شده بود تا دادگاه کیفری بین‌المللی به این مسئله ورود کند، خبرگزاری مرکزی رسمی کره با مقاله‌ای پاسخ داد که حاوی توهین‌های همجنس‌گرایانه علیه نویسنده گزارش مایکل کربی بود، کربی یک همجنسگرای آشکاراست. در مقاله KCNA آمده بود که ازدواج همجنس‌گرایان «هیچ‌وقت نمی‌تواند در کره شمالی که دارای ذهنیت سالم و اخلاق خوب است، رخ دهد و همجنس‌گرایی حتی در کشورهای غربی نیز مورد انتقاد عمومیست. در واقع برای چنین همجنسگرایی مسخره  [کذا] است تا که به مسائل حقوق بشری دیگران رسیدگی کند."

## فرهنگ
فراریان شهادت داده‌اند که اکثر مردم کره شمالی از وجود هرگونه گرایش جنسی غیر از دگر جنس گرایی بی اطلاع هستند. بیشتر همجنس گرایان تنها پس از جدایی متوجه شدند که ایده همجنس‌گرایی وجود دارد.
جانگ یئونگ جین تنها همجنسگرای آشکارا فراری از کره شمالی است.